# Louga (Sénégal)
Pour les articles homonymes, voir Louga (homonymie).
Louga, également connue parfois sous le nom de Luga, constitue le siège administratif du département éponyme situé dans la région nord-ouest du Sénégal. En tant que capitale régionale significative, cette ville occupe une place prépondérante au sein du pays, se distinguant comme l'une des agglomérations les plus importantes et un centre économique majeur.

## Histoire

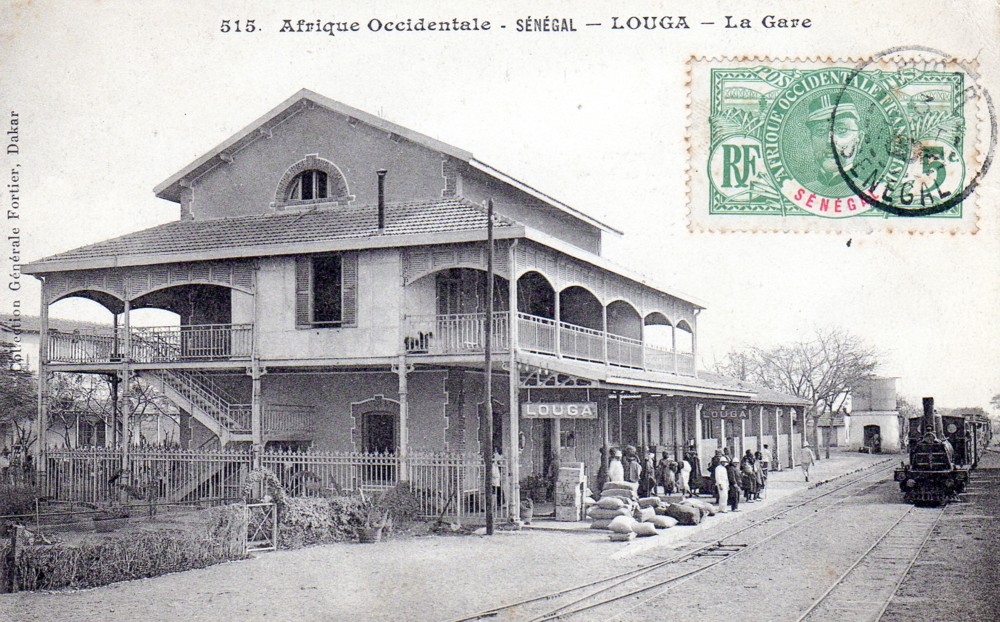
La 030 no 109 entre en gare de Louga vers 1901.

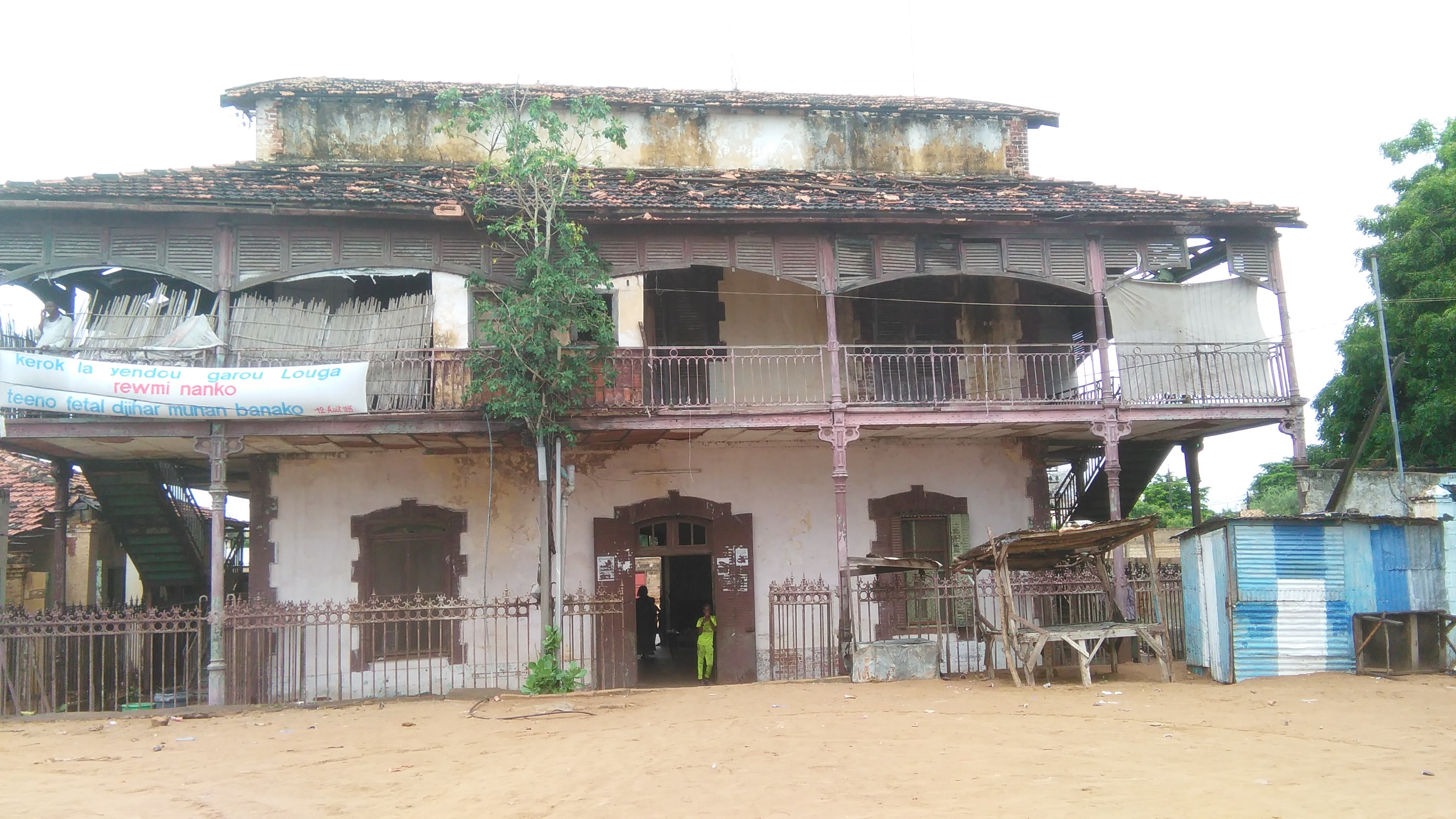
L'ancienne gare, aujourd'hui habitée (2017).

Les origines du village suscitent des controverses. Le 15 septembre 1869, Lat Dior mobilisa ses troupes et lança une attaque contre les forces françaises à Louga. Malgré ses efforts, il subit des pertes considérables et fut contraint de se retirer. Le bilan fut lourd avec 600 hommes et 150 chevaux perdus du côté de Lat Dior, tandis que l'armée coloniale ne déplora que 21 hommes. Cette bataille de Louga demeure une des défaites les plus marquantes du Damel du Cayor.
Par la suite, Louga connut une expansion rapide et un développement significatif, en grande partie grâce à l'établissement d'un fort militaire en 1883 par les autorités coloniales françaises. Ce fort visait à pacifier la région menacée par les Tiédos, des guerriers locaux.
En l'an 1887, la population de Louga comptait environ un millier d'habitants, principalement engagés dans les secteurs de l'agriculture, de l'élevage et du commerce. À la fin du XIXe siècle, Louga commença à se transformer en un centre urbain notable, jouant un rôle croissant dans la vie économique et sociale de la région connue sous le nom de Ndiambour. Le 18 janvier 1887, Louga fut élevée au statut de cercle, marquant ainsi une étape cruciale dans son histoire administrative et urbaine. Cette nouvelle reconnaissance permit une réorganisation de la ville afin de mieux répondre aux défis à venir.

Dès lors, le premier lotissement fut réalisé en 1894, transformant Louga en une ville qui adopta progressivement les caractéristiques typiques des colonies, avec un centre-ville doté d'infrastructures modernes contrastant avec des quartiers périphériques moins développés.

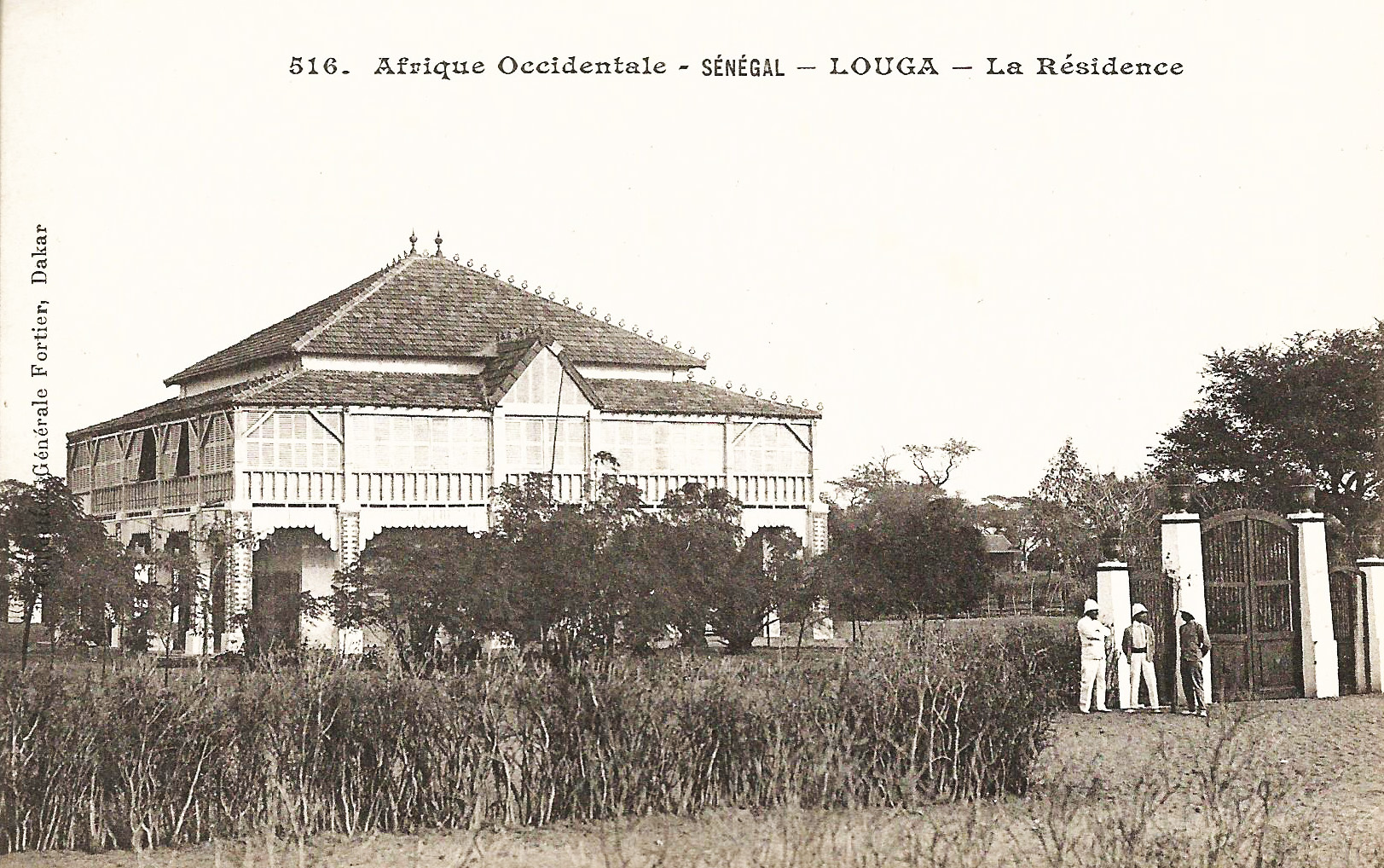
La Résidence du commandant.

Au commencement de l'année 1900, Louga a connu un développement notable grâce à l'établissement du Marbath, également connu sous le nom de marché à bétail. Dans le quartier ouest de Santhiaba, situé le long de la ligne ferroviaire du Dakar-Niger, un nouveau lotissement a été érigé en 1901, ce qui a conduit à son élévation en commune mixte en 1905. L'accession du Sénégal à l'indépendance a stimulé davantage le développement de cette ville, marqué par une croissance rapide de sa population.
Les réformes administratives successives, depuis l'époque coloniale, ont progressivement élevé Louga des rangs de chef-lieu de province, de cercle et de commune mixte jusqu'à son statut actuel de commune. Le périmètre actuel de la commune, couvrant 1 800 hectares, a été défini par l'arrêté no 7840 du 2 novembre 1954. Ce périmètre s'est significativement étendu à travers de nombreux lotissements successifs et l'installation massive de populations. Les expansions urbaines ont dépassé les limites du terrain communal, empiétant sur les terrains des villages environnants. Actuellement, le périmètre communal projeté s'étend sur environ 3 035,25 hectares, représentant une augmentation de 75 % par rapport à sa superficie initiale.

## Administration

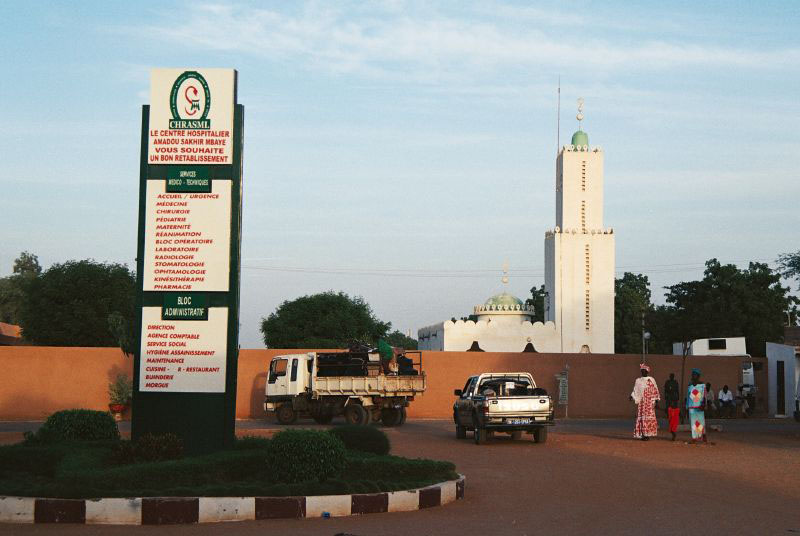
Le Centre hospitalier régional Amadou Sakhir Mbaye

Louga se distingue comme le chef-lieu tant du département éponyme que de la région du même nom au Sénégal. Cette localité a obtenu le statut de commune mixte par décision de l'arrêté du 31 décembre 1904 du gouvernement général de l'Afrique-Occidentale française (AOF).
La région administrative de Louga a été établie en 1976, et elle est subdivisée en trois départements, comprenant au total onze arrondissements et regroupant 48 communautés rurales. Le nombre de communes s'élève à sept.
Les localités ayant le statut de commune sont :
- Kébémer
- Guéoul
- Dahra
- Linguère
- Louga

La région de Louga est composée de trois départements que sont :
- Louga
- Kébémer
- Linguère

## Géographie
Les localités voisines de Louga comprennent Dagadj, Bayakh, Taoua, Laye, Mbarom et Ngueye Dili. Située à 203 km de Dakar, la capitale du Sénégal, la ville s'étend sur une vaste plaine sableuse. Son climat est typiquement sahélien, caractérisé par une aridité presque désertique, avec une végétation steppique. La région connaît une saison des pluies courte et imprévisible, suivie d'une longue saison sèche qui s'étend sur neuf mois ou plus. L'harmattan, vent chaud et sec, est particulièrement actif de janvier à mai, transportant de la poussière qui peut engendrer des tempêtes de sable et favoriser l'érosion éolienne ainsi que l'évaporation de l'eau.
Historiquement, Louga a été un carrefour clé des routes commerciales caravanières en provenance d'Afrique du Nord, ainsi que des axes de pénétration coloniale. Cette position centrale a marqué son rôle au fil des événements qui ont façonné l'histoire du Sénégal. Actuellement, la ville fait face à des défis économiques sérieux, notamment la désertification, l'ensablement et une sécheresse persistante.

## Population
La ville de Louga, située au nord-ouest du Sénégal, est habitée principalement par les ethnies Wolofs, Peuls, Toucouleurs et Maures. Les recensements de 1988 et 2002 ont enregistré respectivement une population de 52 057 et 73 662 habitants. En 2013, selon les données officielles de l'Agence nationale de la statistique et de la démographie (ANSD), la population de la ville était de 104 000 habitants.
En 2017, la région de Louga comptait environ 976 885 habitants, répartis entre 485 632 hommes et 491 253 femmes. Le taux de croissance démographique était de 6,4 %, conformément aux statistiques nationales de l'Agence nationale de la statistique et de la démographie (ANSD) pour l'année 2017.

## Économie

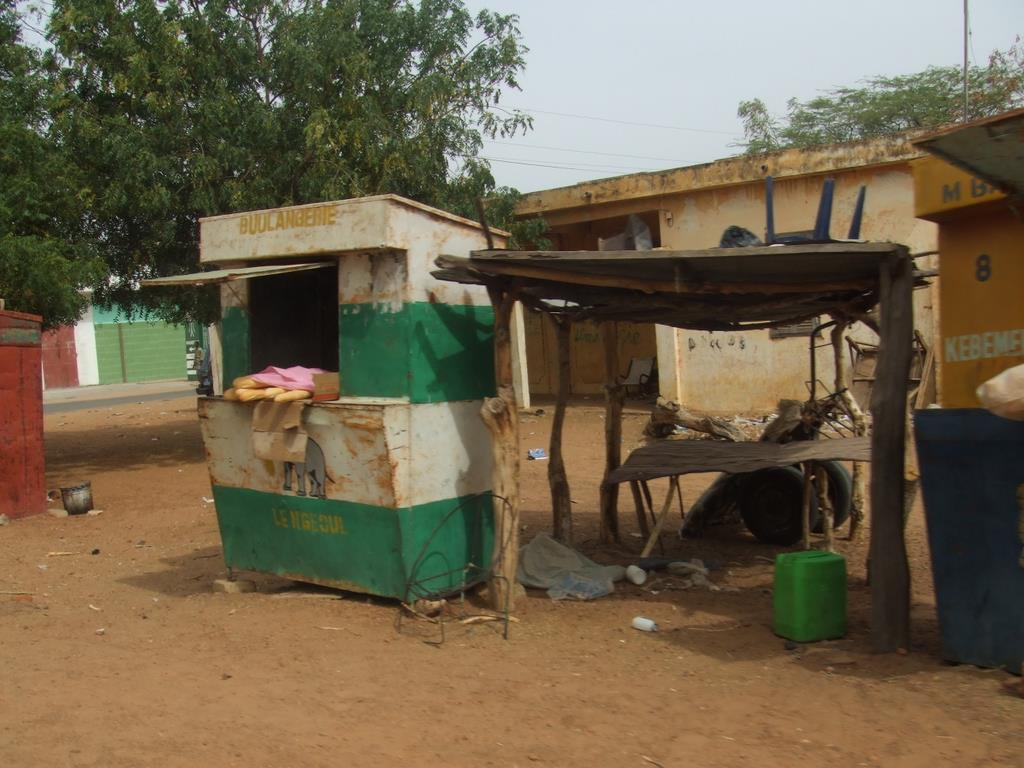
Un kiosque de vente de pain à Louga

L'agriculture constitue l'activité prédominante de la région, accompagnée par la pratique de la pêche le long de ses 50 km de façade maritime (Potou). Cependant, l'économie de la région de Louga se trouve confrontée à diverses difficultés. En effet, sur le plan économique, cette région peine à s'épanouir, avec un tissu industriel peu développé et des niveaux d'investissement modestes.

## Culture
L'ancienne caserne de l'artillerie, la Poste, la gare ferroviaire et le site historique de Kadd Gui, situé en face de la gare, ont été inscrits sur la liste des Monuments historiques classés.

## Jumelages
- Millau (France) depuis 1962

## Personnalités liées à la commune
- Samba Lélé Diba, footballeur international sénégalais qui évolue au poste de milieu de terrain.
- Pape Mamadou Sy, footballeur international sénégalais qui évolue au poste de gardien de but.
- Khalifa Sall (1956-), homme politique sénégalais.
- Mansour Bouna Ndiaye, ancien député-maire de Louga
- Abdou Diouf, homme politique, ancien président de la République du Sénégal (1982-2000), secrétaire général de la francophonie
- Abass Sall, marabout de la confrérie tidiane, promoteur de l'institut Al Hanafiyah
- Sam Mbaye (1924-1998), fils de Mame Cheikh Mbaye, (islamologue) et frère de Djily Mbaye (homme d'affaires)
- Badou Ndiaye, guitariste, ancien chef d'orchestre de l'Étoile de Dakar
- Oustaz Cheikh Tidiane Gaye (1951-2011), islamologue, écrivain arabophone et conférencier.
- Ahmadou Sakhir Lô (1903-1988), fondateur de l'institut islamique de Coki dénommé Daara de Coki fondé en 1939
- Khalifa Sall, ancien maire de Dakar
- Aminata Mbengue Ndiaye, maire de la ville de 2009 à 2014
- Chérif Thiam, peintre
- Haïdar El Ali, ministre de l’Écologie et de la Protection de la nature sous la présidence de Macky Sall
- Moubarack Lô (né en 1963), économiste et homme politique, ministre conseiller de Macky Sall
- Modou Mbery Sylla, député et actuel Président du conseil départemental de Louga depuis 2014
- Nitdoff, rappeur sénégalais
- Gora Tall, footballeur international sénégalais qui évolue au poste de défenseur
- Moustapha Diop, député-maire de Louga.
- Dame Diop, footballeur international sénégalais qui évolue au poste de milieu de terrain.
- Samba Daly Fall, basketteur international sénégalais qui évolue au poste d'arrière.

### Cartographie
- Guy Roberty, Carte de la végétation de l'Afrique-Occidentale française : Louga (1:200,000), Paris, Orstom, 1956 ((télécharger).